# 礼安郡
礼安郡（イェアンぐん、예안군）は韓国慶尚北道安東市北部に位置していた旧郡または県で、現在の安東市礼安面北部、陶山面、禄転面一帯にあった。邑城は現在の礼安面西部里・東部里一帯にあったが、現在は安東湖によって水没した。李滉が礼安郡であった陶山面土渓里出身であり、李滉を記念した陶山書院も陶山面土渓里に建てられている。

## 歴史
本来高句麗の買谷県で、新羅の領土になって以来、景徳王が名前を善谷に直して内霊県（栄州市、過去の栄川）の属県となった。高麗時代には礼安に名前が変わり、1018年（顕宗9年）、吉州（安東）の任内にしたが禑王の時に郡として独立し、1390年（恭譲王2年）、監務を置いて宜仁県（陶山面一帯、旧知道保）の所属となった。朝鮮時代となって再び県になり、1895年に二十三府制の施行で安東府礼安郡、1896年に慶尚北道礼安郡となり、1914年に安東郡に統合された。

## 新旧対照

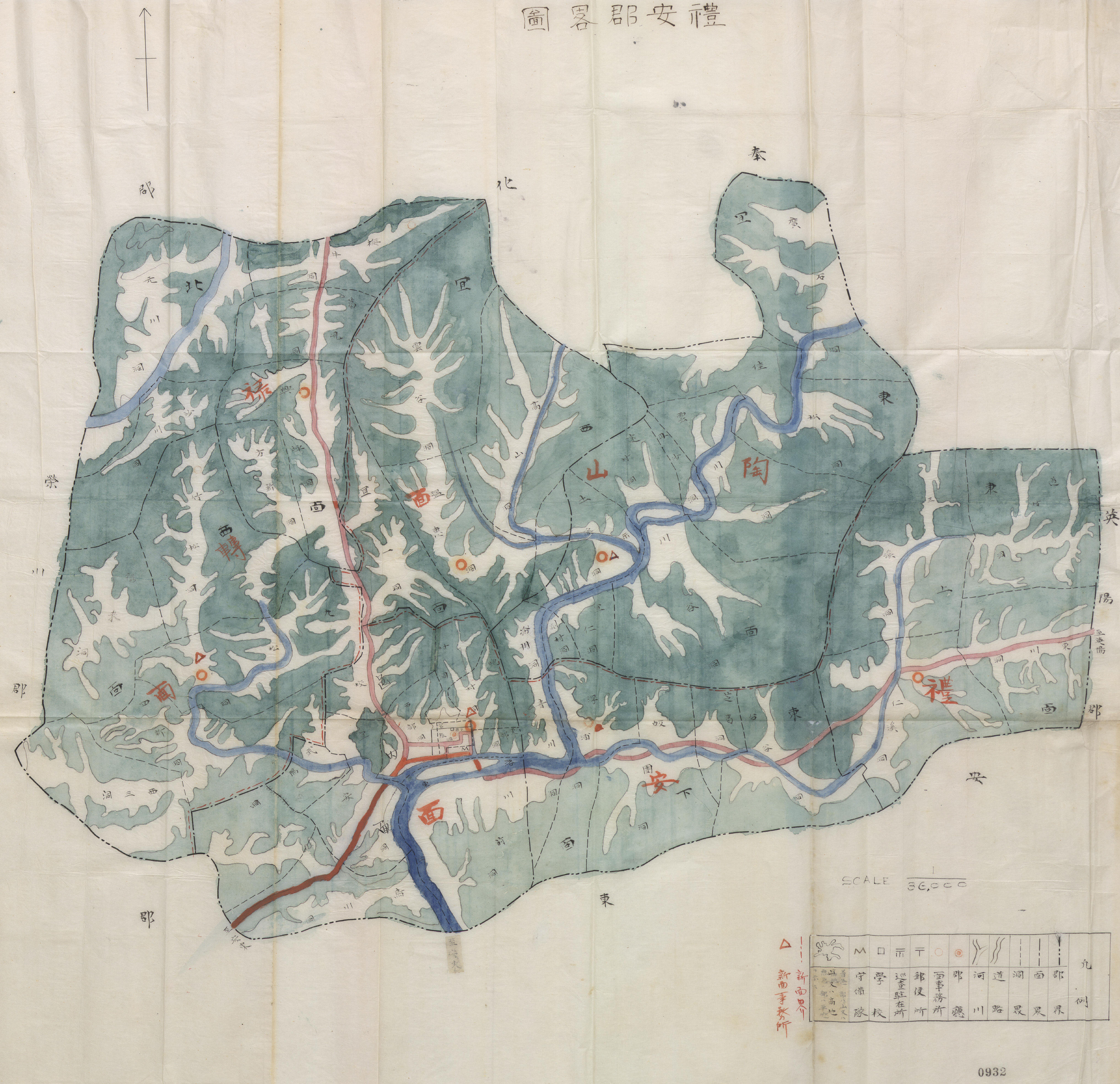
1914年旧礼安地域面廃合図

| 旧韓末       | 1914年       | 現在         | 現在                                           |
| ------------ | ------------ | ------------ | ---------------------------------------------- |
| 礼安郡읍내면 | 安東郡礼安面 | 安東市도산면 | 동부리、서부리、선양리                         |
| 礼安郡읍내면 | 安東郡礼安面 | 安東市와룡면 | 오천리                                         |
| 礼安郡읍내면 | 安東郡礼安面 | 安東市礼安面 | 천전리                                         |
| 礼安郡동상면 | 安東郡礼安面 | 安東市礼安面 | 인계리、동천리、도촌리、삼계리、신남리         |
| 礼安郡동하면 | 安東郡礼安面 | 安東市礼安面 | 부포리、귀전리、태곡리                         |
| 礼安郡북면   | 安東郡녹전면 | 安東市녹전면 | 매정리、원천리、갈현리、신평리、사천리         |
| 礼安郡서면   | 安東郡녹전면 | 安東市녹전면 | 죽송리、녹래리、서삼리、사신리、구송리         |
| 礼安郡의동면 | 安東郡도산면 | 安東市도산면 | 분천리、의촌리、토계리、원천리、단천리、가송리 |
| 礼安郡의서면 | 安東郡도산면 | 安東市도산면 | 태자리、온혜리、운곡리、의일리                 |